# Fritz Walter (futebolista nascido em 1960)
Fritz Walter (Mannheim, 21 de julho de 1960), é um ex-jogador de futebol alemão, medalhista olímpico 

## Carreira
Campeão da Bundesliga na temporada de 1991/92 pelo Stuttgart, clube pelo qual atuou na maior parte de sua carreira, iniciada em 1978 no FV 09 Weinheim. Alcunhado de Little Fritz (Pequeno Fritz), ele não tem nenhum parentesco com o homônimo famoso, líder da Alemanha Ocidental na Copa do Mundo FIFA de 1954.
Defendeu ainda Waldhof Mannheim e Arminia Bielefeld até encerrar a carreira em 1999, no SSV Ulm 1846.
Pela Alemanha Ocidental, esteve nas Olimpíadas de 1988, onde conquistou o bronze.